# Барбара Бах
Барбара Бах, Лејди Старки (енгл. Barbara Bach; рођена као Барбара Голдбах 27. августа 1947) је америчка глумица и модел. Играла је Бонд девојку Ању Амасову у филму Шпијун који ме је волео. Удата је за бившег бубњара Битлса Ринга Стара.

## Младост
Бахова је родом из Џексон Хајтса у Квинсу и одгајана је као римокатолкиња. Њена мајка била је Иркиња католичке вероисповести, њен отац је био Аустријанац јеврејске вероисповести, а њена бака је била Румунка. Завршила је Доминиканску средњу комерцијалну школу за жене 1964. Следеће године скратила је своје презиме у Бах и почела се професионално бавити манекенством, појављујући се у каталозима и модним часописима.

## Каријера
Бахова је била једно од најтраженијих лица 1960-их, радећи са агенцијом Форд у Њујорку, појављујући се у каталозима и насловним странама неколико међународних модних часописа као што су Севентин (1965. и 1966.), Вог (јул 1966) фотографисали Ричард Аведон, Ел (1966), Ђоја Италија (1967–1970) и Фигурино Бразил (1970).
Глумачку каријеру је започела у Италији, где је 1968. играла Наусикају у Одисеји, осмосатној ТВ адаптацији Хомерове епске песме Одисеја, коју је режирао Франко Роси и продуцирао Дино де Лаурентис.
Године 1971. Бах је глумила са још две Бонд девојке, Клодин Оже и Барбаром Буше, у мистерији Црни стомак тарантуле (ђало) и појавила се у другим италијанским филмовима.
Године 1977. Бах је тумачио руску шпијунку Ању Амасову у филму о Џејмсу Бонду Шпијун који ме је волео. Бахова је после филма приметила да је Бонд „шовинистичка свиња која користи девојке да га заштити од метака”.  Следеће године појавила се у филму Снага 10 са Наварона. Изгубила је улогу од глумице Шели Хак када је била на аудицији за четврту сезону телевизијске серије Чарлијеви анђели.  Током интервјуа са Џонијем Карсоном 9. маја 1979. рекла је да је изгубила аудицију за Чарлијеве анђеле јер су сматрали да је превише софистицирана у ставу и изгледу и мислили су да није Американка, иако је рођена у Роуздејлу и одрастала у Џексон Хајтсу. Питали су њеног менаџера да ли може да игра Американку. 
Бахова је глумила у 28 филмова. Била је представљена у Плејбоју у јануару 1981. Такође је имала камео у специјалном издању из септембра 1987. године о Бонд девојкама.

### Хуманитарни рад
Године 1991. Бахова је заједно са Пети Бојд, бившом супругом Џорџа Харисона и Ерика Клептона, основала Програм опоравка од зависности од самопомоћи, од којих су обе помагали у том подухвату. Бахова и Ринго Стар су основали Фондацију Лотус, добротворну организацију са многим под-добротворним организацијама. 

## Лични живот
Први брак је био са италијанским бизнисменом Аугустом, грофом Грегоринијем ди Савињано ди Ромања. Пар је имао двоје деце заједно, ћерку Франческу и сина Ђанија, пре него што се развео 1975. године. Бахова се удала за британског музичара Рингом Старом, бившим чланом Битлса, у градској кући Мерилебона 27. априла 1981.   Њих двоје су се упознали 1980. године, на снимању филма Пећински човек (1981). 
Бахова се борила са алкохолизмом и тешком употребом дрога и заједно са својим мужем се 1988. године пријавила на рехабилитацију на четири недеље. Пар је од тада остао присебан. 
Према Међународној вегетаријанској унији, Бахова и Стар практикују вегетаријанство. 
Течно говори италијански и има радно знање француског и шпанског језика. 

## Филмографија
| Година | Наслов                          | Улога             | Напомене |
| ------ | ------------------------------- | ----------------- | -------- |
| 1968   | Одисеја                         | Наусикаја         |          |
| 1971   | Мој отац Монсињор               | Киара             |          |
| 1971   | Црни стомак тарантуле           | Џени              |          |
| 1971   | Кратка ноћ стаклених лутака     | Мира Свобода      |          |
| 1971   | Неколико сати сунчеве светлости | Елоиз/ Елвира     |          |
| 1973   | Сензуални човек                 | Ана               |          |
| 1973   | Мужјак слободног узгоја         | Рема              |          |
| 1973   | Мотел Стејтлајн                 | Емили             |          |
| 1974   | Закон о улици                   | Барбара           |          |
| 1975   | Легенда о морском вуку          | Мод Бревстер      |          |
| 1977   | Ево нас на пример               | Лудовица          |          |
| 1977   | Шпијун који ме је волео         | мајор Ања Амасова |          |
| 1978   | Снага 10 са Наварона            | Марица Петровић   |          |
| 1979   | Острво рибара                   | Аманда Марвин     |          |
| 1979   | Хуманоид                        | Лејди Агата       |          |
| 1979   | Јагуар живи!                    | Ана Томпсон       |          |
| 1979   | Река великог алигатора          | Алис Брендт       |          |
| 1980   | Горе на академији               | Блис              |          |
| 1981   | Пећински човек                  | Лана              |          |
| 1981   | Невиђено                        | Џенифер Фаст      |          |
| 1983   | Принцеза Дејзи                  | Ванеса Валеријан  |          |
| 1984   | Поздравите Броад Стрит          | новинар           | камео    |
| 1986   | Северно од Катмандуа            | поло играч        | камео    |